# 毛自道
毛自道（1524年—？），字子復，號我山，山東濟南府德州平原縣人，軍籍，明朝政治人物。

## 生平
嘉靖二十二年（1543年）癸卯科山東鄉試第五十二名舉人。嘉靖三十五年（1556年）中式丙辰科會試第一百十六名，廷試二甲第六十一名進士。都察院观政，授户部主事，四十二年升员外、郎中，四十四年（1565年）升山西平阳府知府，隆慶三年（1569年）正月升湖广按察司副使。

## 家族
曾祖毛榮；祖父毛玘；父毛愷，恩例冠帶贈户部主事。前母李氏；母宋氏，封太安人。兄自重、自立、弟自得、自顯，俱生员。